# 路易·德·博纳尔德

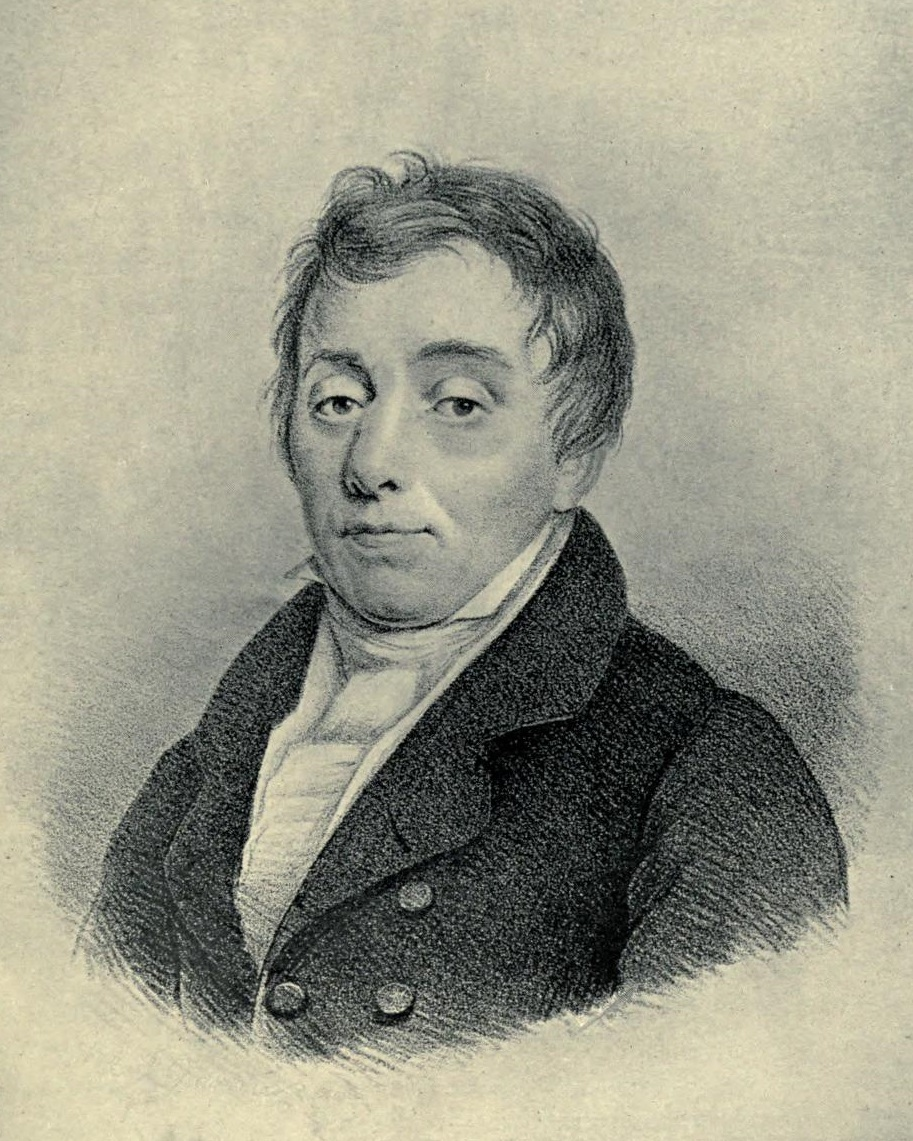
路易·德·博纳尔德

路易·德·博纳尔德（法語：Louis Gabriel Ambroise de Bonald，1754年10月2日—1840年11月23日），法國的反革命哲學家和政治家。在那革命的時代中，他和好友约瑟夫·德·迈斯特同為傳統主義者，為傳統的政治宗教及背後的思維作中流砥柱，但他在後世的名聲似不及他的好友。
路易·德·博纳尔德的許多哲學和政治思想雖在政治上保守，但卻是很有遠見的。他可以被視為社會學的先驅之一，他對語言在社會與人性中的根本性，有深入的把捉。人是社會的動物，而社會性是建立於人與人之間的溝通，溝通又須靠語言及符號，因此語言與社會同久遠，也與人性自始並存。他對語言的根本性之把捉，也使得他能藉語言來論證上帝的存在。人類的思想需靠語言，而不是人想出語言，因此語言必然是出於上帝而非人自己的產物。